# 迪亞布勒雷峰
46°18′14″N 7°11′21″E / 46.30389°N 7.18917°E

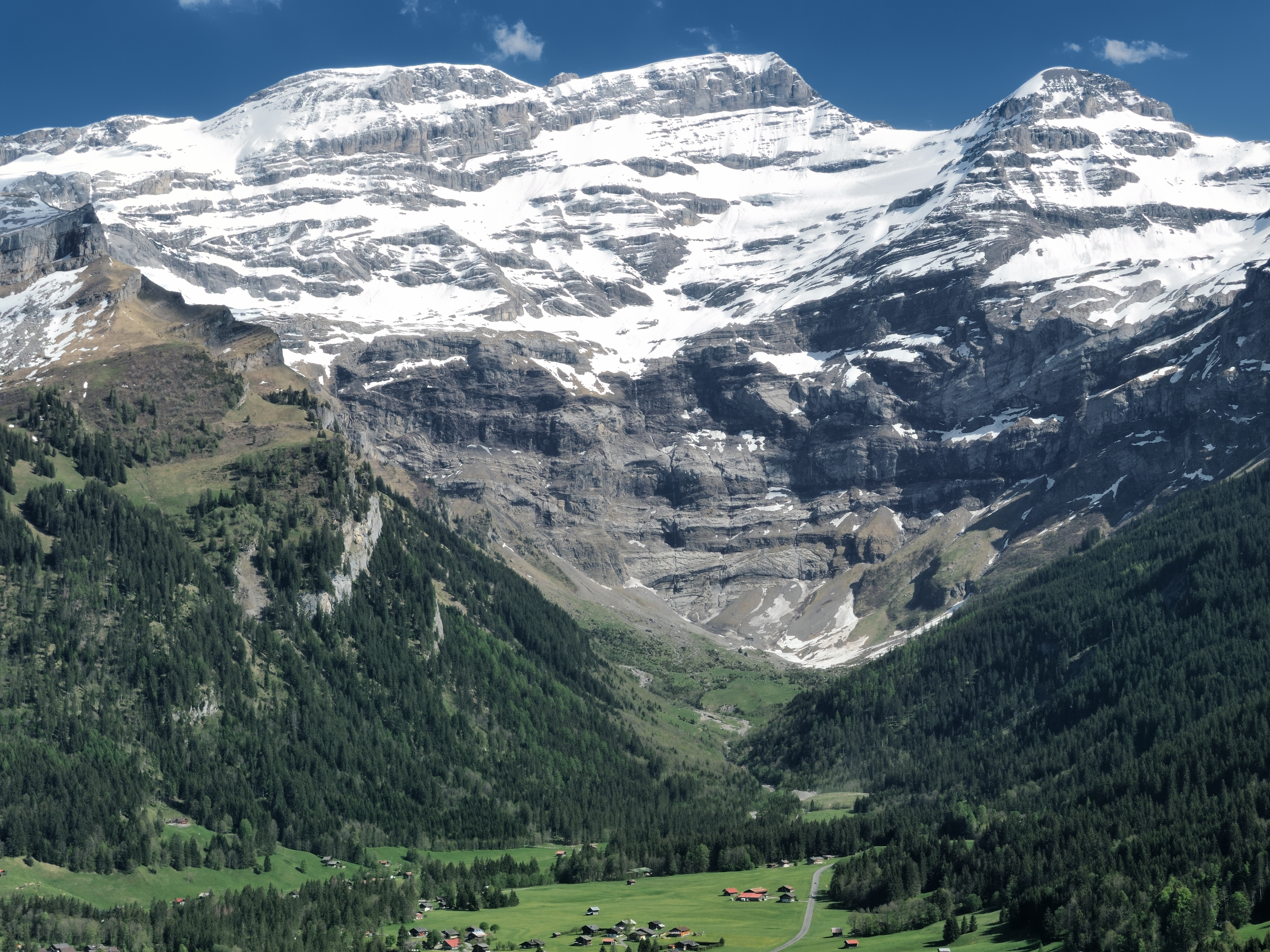

迪亞布勒雷峰（Diablerets），是瑞士的山峰，位於該國南部，處於瓦萊州和沃州接壤的邊界，屬於伯尔尼山的一部分，海拔高度3,210米。